# Виво
„Виво“ (на английски: Vivo) е американска компютърна анимация от 2021 г., продуцирана от Сони Пикчърс Анимейшън. Филмът е режисиран от Кърк ДеМико, сърежисиран от Брандън Джефърдс, по сценарий на ДеМико и Куария Алгерия Худес, по сюжета на Питър Барсокини. Песните са написани от Лин-Мануел Миранда, който озвучава заглавния герой във филма. Озвучаващият състав се състои от Зоуи Салдана, Хуан Де Маркос, Брайън Тайри Хенри, Майкъл Рукър, Никол Байър и Глория Естефан. Филмът отбеляза първия музикален филм на Сони Пикчърс Анимейшън.